# Hemioplisis
Hemioplisis là một chi bướm đêm thuộc họ Geometridae.